# Waiouru
Waiouru – miasto w Nowej Zelandii, na Wyspie Północnej, w regionie Manawatu-Wanganui.